# Kettering
Kettering este un oraș și un district ne-metropolitan situat în Regatul Unit, în comitatul Northamptonshire, regiunea East Midlands, Anglia. Districtul are o populație de 87.900 locuitori, din care 51.063 locuiesc în orașul propriu zis Kettering.

## Orașe din cadrul districtului
- Burton Latimer
- Desborough
- Kettering
- Rothwell